# Widowmaker (USA-1)
Widowmaker (USA-1) fue una banda de Heavy Metal fundada por el ex Twisted Sister, Dee Snider, junto al bajista Freddy Villano, guitarrista Al Pitrelli y la junto al baterista Joey Franco, sacaron 2 discos, se separaron en el año 2000.

## Formación
La formación estaba integrada por Dee Snider y el exmiembro de Desperado (banda), Marc Russell en el bajo, el baterista Joey Franco, que había tocado en el último álbum de Twisted Sister, Love Is for Suckers, y el guitarrista Al Pitrelli , recién salido de su paso por Alice Cooper.
Grabaron dos álbumes y recorrieron el país en apoyo, pero finalmente se disolvieron. Dee Snider pasó a otros proyectos, incluida una reunión de Twisted Sister.

## Discografía
- Blood and Bullets

- The Widowmaker

- Stand by for Pain

## Canciones
- Emaheevul
- The Widowmaker
- Evil
- The Lonely Ones
- Reason to Kill
- Snot Nose Kid
- Blood and Bullets (Pissin' Against the Wind)
- Gone Bad
- Blue for You
- You're a Heartbreaker
- Calling for You
- We are the Dead
- Killing Time
- Long Gone
- Protect and Serve
- Ready to Fall
- Circles	04:15
- Stand by for Pain
- Just Business
- Iron Road
- Bad Rain
- Your Sorrow
- Cry a Dying Man's Tears
- All Things Must Change

- Datos: Q1640259